# Monte Jefferson (Oregon)
Il monte Jefferson (in inglese Mount Jefferson) è un vulcano spento alto 3.199 m situato nella catena delle Cascate e nell'Oregon centrale, nel nord-ovest degli Stati Uniti. Seconda vetta più alta dell'Oregon dopo l'Hood, si tratta di uno stratovulcano composto da andesite, andesite basaltica e dacite. Ospita quattro ghiacciai alimentati da abbondanti nevicate e il suo versante occidentale risulta protetto perché all'interno della riserva naturale del monte Jefferson, istituita nel 1968, e nella foresta nazionale di Willamette, nata per meglio tutelare flora e fauna locali. Il versante orientale appartiene dal 1855 alla riserva indiana di Warm Springs, malgrado il territorio fosse stato storicamente abitato dai Molala. La montagna fu avvistata durante la spedizione di Lewis e Clark nel 1806 e subito battezzata in onore del presidente Thomas Jefferson. Meglio esplorato nel principio del XIX secolo prima di essere ufficialmente scalato per la prima volta nel 1888 da due residenti di Salem, il monte Jefferson rimane relativamente isolato e il pinnacolo più elevato costituisce una sfida tecnica davvero ardua per gli alpinisti che intendono recarsi nella catena delle Cascate. Sebbene la montagna non abbia innescato eruzioni negli ultimi 15.000 anni e l'attività si sia spostata a sud, il vulcano richiede comunque che resti operativo un sistema di monitoraggio.

## Toponimo

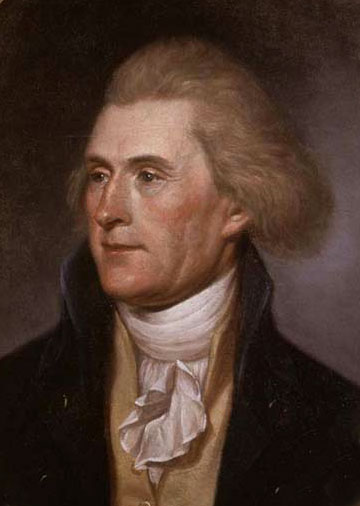
Ritratto di Thomas Jefferson, presidente degli Stati Uniti e fautore della spedizione di Lewis e Clark; dipinto di Charles Willson Peale del 1791 circa

Alla montagna fu assegnato il nome il 30 marzo 1806 dai membri della spedizione di Lewis e Clark in onore del loro patrocinante, il presidente Thomas Jefferson. La sommità fu scorta nel corso del viaggio di ritorno mentre si attraversava la gola del Columbia, alla foce del fiume Willamette. Tuttavia, Meriwether Lewis non riportò tale nome nella sua mappa del 1814. La britannica Compagnia della Baia di Hudson colse l'occasione per rinominarlo monte Vancouver su una mappa del 1838. Se John Charles Frémont lo menziona alla fine del mese di novembre 1843 e lo include in una mappa pubblicata due anni dopo, è solo nel 1859 che la sua designazione andò ufficialmente ripristinata su una Mappa dello Stato dell'Oregon e del Territorio di Washington. Si tratta dell'unica vetta battezzata nel corso della spedizione il cui nome originale è rimasto immutato dopo la revisione operata dal governo statunitense, ma non si è davanti all'unico vulcano nella catena ad essere stato intitolato in onore di un presidente, se si pensa al monte Adams in onore di John Adams nel 1839 e al monte Washington, nello stato dell'Oregon, in memoria di George Washington. Il nome riservato dai nativi americani al sito, la cui etimologia va rintracciata nel riferimento a uno spirito tradizionale del pantheon degli amerindi, era Seekseekqua.

## Geografia

### Posizione geografica
Il monte Jefferson si trova nel nord-ovest degli Stati Uniti, vicino al centro geografico dell'Oregon, al confine tra le contee di Linn a ovest e di Jefferson a est, mentre il versante nord-est si estende sopra quello di Marion sotto i 2.743 m. È rispettivamente a 45 e 55 km a ovest da Warm Springs e Madras, 70 a nord-ovest da Redmond, 50 e 85 a nord-ovest da Sisters e Bend, mentre Salem, il capoluogo dell'Oregon, si trova a circa 100 km a ovest; Portland, la città più popolosa, dista 115 km in direzione nord-ovest ed Eugene 125 a sud-ovest. Le coste dell'Oceano Pacifico si trovano circa 200 km a ovest. Il vulcano più vicino, anch'esso compreso nella catena delle Cascate, è il Three Fingered Jack, localizzato 23 km a sud, ma la sommità di una discreta altezza più vicina è Crater Rock, un picco secondario del monte Hood situato 77 km a nord.

### Topografia

Mappa topografica del monte Jefferson

Il monte Jefferson è un vulcano dormiente che svetta per 3.199 metri sul livello del mare, risultando dunque il secondo più alto dell'Oregon dopo il monte Hood. La sua base è compresa tra 1.700 e 2.000 m di altitudine e il dislivello varia di circa 1.500 m. Presenta, nonostante l'erosione sul versante occidentale, una forma conica piuttosto grossolana sormontata da un caratteristico pinnacolo. L'eventuale presenza di un cratere vulcanico appare invece scomparsa. Si estende a sud da una lunga cresta fin quasi al Three Fingered Jack. La sua prominenza topografica è pari a 1.760 m all'altezza del passo Santiam, situato a 1.439 m di altitudine, dato che lo rende il terzo nello stato dopo il monte Hood e il Sacajawea Peak.

### Idrografia
Il versante occidentale del monte Jefferson appartiene al bacino del Willamette e, più precisamente, del North Santiam. È da quest'area geografia che si snodano, da nord a sud, il torrente Whitewater e i suoi affluenti diretti o indiretti sulla riva sinistra, i torrenti Russell e Jeff, così come il Milk che unisce il North Santiam attraverso il torrente Pamelia. Il versante orientale rientra nel bacino del Deschutes e del Metolius. Il fiume Whitewater inizia a nord-est, unendosi al torrente Milk (omonimo a quello già citato) la cui sorgente è poco più a sud; il Parker e il Jefferson procedono a sud-est, gettandosi nelle acque del Whitewater da sinistra.

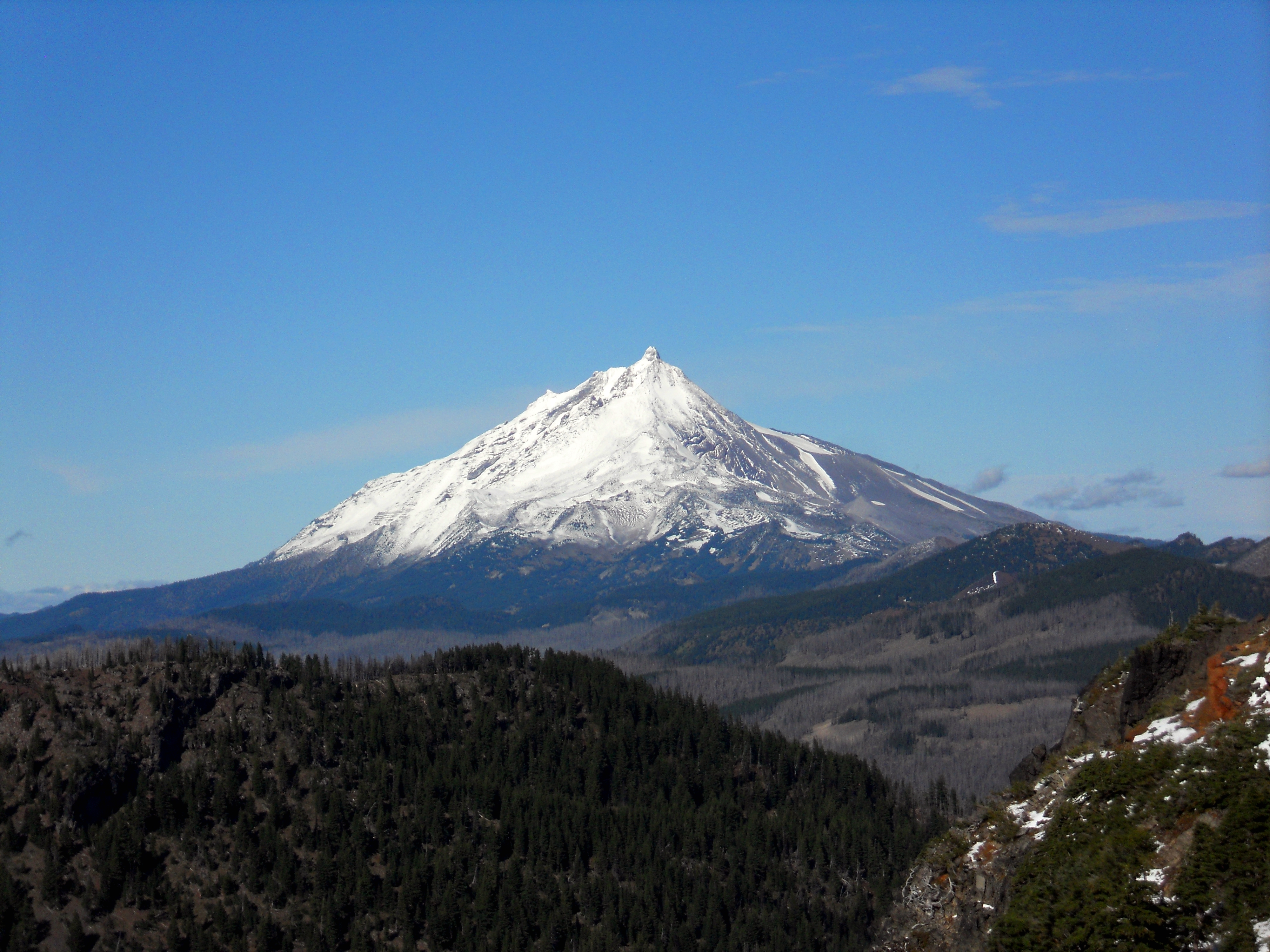
Il monte Jefferson visto dal Three Fingered Jack

Il lago più grande intorno al monte Jefferson è il Pamelia, lungo 800 m e largo quasi 500, localizzato nella zona pedemontana a sud-ovest. A ovest si trova il lago Whitewater, a nord i laghi Russel, Bays, Scout, Park e Rock, mentre a sud si trovano i laghi Coyote, Hunts, Hanks e Table, quest'ultimo l'unico appartenente ai Deschutes. Molti di essi sono frutto di antiche morene.
Il monte Jefferson ospita circa 35 ammassi nevosi e ghiacciai che si estendono al di sopra dei 1.877 m  di elevazione su un totale di 5,5 km²: molti di essi sono frutto dell'ultima grande glaciazione, la quale coinvolse l'area intorno a 25.000-20.000 anni fa e della piccola era glaciale (5.000-4.500 anni fa circa). Il Whitewater, sul versante orientale, è di gran lunga il maggiore della sua categoria ed è vasto circa tre chilometri, da nord a sud. A sud-est della vetta si trova il ghiacciaio Waldo, mentre a nord-ovest si trovano il Jefferson Park e il Russell. All'inizio del Novecento, risultavano presenti altri due ghiacciai sotto la vetta: il Milk Creek a ovest e il Timberline a sud-ovest. Tra il 1915 e il 1916, Ira A. Williams dell'Oregon Bureau of Mines and Geology, dopo aver conferito una denominazione agli ammassi di acqua ghiacciata, riferì che il ghiacciaio Milk Creek vantava due campi di ghiaccio. Tuttavia, già nel 1917 L. Hatch aveva fatto notare un ritiro dei ghiacciai, in particolare del Russell e del Jefferson Park con la presenza di morene. Le dimensioni del Whitewater erano due volte e mezzo maggiori di quelle attuali e, alla fine degli anni Trenta, il ghiacciaio del Milk Creek non formava altro che chiazze di ghiaccio separate ricoperte di detriti rocciosi, cessando di apparire sulle mappe poco dopo. Per quanto riguarda il Timberline, questo andò fotografato da A.J. Gilardi nel 1937 e descritto da Kenneth N. Phillips l'anno successivo.

### Geologia

Diagramma della zona tettonica della catena delle Cascate

L'arco vulcanico delle Cascate appare direttamente sopra una zona di subduzione, quella della Cascadia. L'episodio che segnò l'origine della maggior parte della catena delle Cascate cominciò 36 milioni di anni fa. Il resto della placca Farallon viene chiamata Juan de Fuca. In concomitanza con la diminuzione dell'attività vulcanica, durante il Miocene (17-12 milioni di anni fa), quantità colossali di basalto si riversarono nell'attuale bacino del Columbia. Con la separazione simultanea della placca Explorer e l'ispessimento della zona di subduzione, l'angolo del piano di Wadati-Benioff aumentò. L'attrito si fece più intenso, il rilievo aumentò e il vulcanesimo riprese. Se il vulcanismo si palesò nell'area tra i 3,9 e i 2,5 milioni di fa, l'ancestrale monte Jefferson non appariva in termini di eruzioni responsabile dell'emissione di una grande quantità di colate laviche se non da circa 700.000 anni fa.
Il monte Jefferson è uno stratovulcano composto da andesite, andesite basaltica e dacite che poggia su un basamento di basalto. Uno studio del ricercatore Kenneth G. Sutton ha permetto di scoprire che la montagna è composta per circa il 75% da lava e per il 25% da quanto riversatosi nel corso delle sue colate. Tra le tracce di erosione causate dai ghiacciai figurano delle morene in cui si formarono diversi laghi glaciali. Alcuni esondarono travalicando le barriere naturali in cui erano compresi e causarono inondazioni e riversamenti di fango, come accaduto nell'agosto del 1934.

### Clima
Il monte Jefferson si trova lungo il Continental Divide delle High Cascades e funge da barriera di fronte ai venti prevalenti da ovest dall'Oceano Pacifico. Si trova in un'area dove la copertura nuvolosa è presente in media 150 giorni all'anno. La quantità di precipitazioni (neve in inverno) in zona è significativa, in quanto fa registrare 3.800 mm tra 1.500 e 2.500 metri di quota sul versante occidentale ma decresce gradualmente avvicinandosi al punto culminante. La stazione di Bald Peter, sebbene si trovi a soli 1.650 m sul livello del mare sul versante orientale del monte Bachelor, è l'unica con una copertura nevosa significativa nei pressi del monte Jefferson. Aperto dal 1973, con un picco all'inizio di aprile con una media di 1,9 metri, il record si registrò nel 1975, con ben 3,6 m. Le precipitazioni principali si riversano sulla zona pedemontana orientale della catena, al di sotto dei 1.500 m di altitudine, per il fenomeno dell'ombra pluviometrica. La stazione di Marion Forks si trova sul versante occidentale, a sud-ovest della vetta, ma è solo a 800 m sul livello del mare nella valle di North Santiam, comportando una notevole variazione nel numero di nevicate tra un anno e l'altro. Le precipitazioni nevose possono verificarsi da fine ottobre a inizio maggio e raggiungono in media 2,9 m, ma anche a febbraio lo spessore del manto nevoso non supera in media i 35 cm, per scomparire completamente da aprile. Le estati sono fresche e gli inverni molto umidi, ma possono avvertire alcune influenze continentali, accentuando le variazioni stagionali.
| Bollettino meteorologico del monte Jefferson (1993-2013) | Mesi  | Mesi  | Mesi | Mesi  | Mesi | Mesi | Mesi | Mesi | Mesi | Mesi | Mesi | Mesi  | Stagioni | Stagioni | Stagioni | Stagioni | Anno  |
| Bollettino meteorologico del monte Jefferson (1993-2013) | Gen   | Feb   | Mar  | Apr   | Mag  | Giu  | Lug  | Ago  | Set  | Ott  | Nov  | Dic   | Inv      | Pri      | Est      | Aut      | Anno  |
| -------------------------------------------------------- | ----- | ----- | ---- | ----- | ---- | ---- | ---- | ---- | ---- | ---- | ---- | ----- | -------- | -------- | -------- | -------- | ----- |
| T. max. media (°C)                                       | −3,2  | −1,6  | −1,5 | −2,1  | 1,9  | 7,4  | 12,9 | 15,7 | 9,1  | 4,9  | −1,6 | −2,9  | −2,6     | −0,6     | 12,0     | 4,1      | 3,3   |
| T. media (°C)                                            | −7,4  | −7,5  | −5,4 | −6,1  | −2,7 | 1,7  | 6,3  | 6,6  | 3,6  | 0,2  | −5,1 | −6,9  | −7,3     | −4,7     | 4,9      | −0,4     | −1,9  |
| T. min. media (°C)                                       | −11,5 | −10,8 | −9,2 | −10,1 | −7,3 | −4,0 | −0,2 | 0,5  | 0,4  | −4,4 | −8,6 | −10,9 | −11,1    | −8,9     | −1,2     | −4,2     | −6,3  |
| Giorni di gelo (Tmin ≤ 0 °C)                             | 21    | 19    | 17   | 14    | 8    | 3    | 1    | 1    | 5    | 11   | 17   | 22    | 62       | 39       | 5        | 33       | 139   |
| Precipitazioni (mm)                                      | 128   | 111   | 108  | 82    | 67   | 47   | 22   | 18   | 35   | 71   | 166  | 153   | 392      | 257      | 87       | 272      | 1 008 |
| Giorni di pioggia                                        | 13    | 14    | 14   | 12    | 9    | 7    | 4    | 4    | 6    | 8    | 15   | 15    | 42       | 35       | 15       | 29       | 121   |
| Giorni di nebbia                                         | 21    | 19    | 17   | 14    | 8    | 3    | 1    | 1    | 5    | 11   | 17   | 22    | 62       | 39       | 5        | 33       | 139   |
| Ore di soleggiamento mensili                             | 275   | 298   | 357  | 418   | 446  | 439  | 536  | 506  | 468  | 379  | 295  | 238   | 811      | 1 221    | 1 481    | 1 142    | 4 655 |

### Ecologia

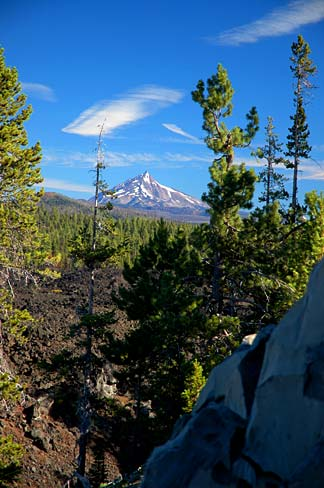
Veduta di una foresta di conifere con il monte Jefferson sullo sfondo

Il monte Jefferson rientra nell'ecoregione dei piani montano e sub-montano delle Cascate, una sezione che include le più alte vette innevate della catena al di sopra dei 2.000 m di elevazione, oltre che praterie di alta quota; si rintracciano inoltre anche dei torrenti, dei circhi e dei laghi glaciali. Le glaciazioni del Pleistocene rimodellarono fortemente il paesaggio e lasciarono morene e valli a forma di U. La vegetazione si è adattata per sopravvivere a queste condizioni di altitudine, freddo e neve. Alcuni esemplari di tsuga mertensiana, abete delle rocce (Abies lasiocarpa) e pino dalla corteccia bianca (Pinus albicaulis) costellano i prati subalpini composti da erbe e arbusti presso la linea degli alberi, solitamente collocato tra i 1.800 e i 2.100 m di altitudine e, più di rado, oltre i 2.200 sul versante nord. Poco più in basso si trovano l'abete amabile (Abies amabilis), l'abete nobile (Abies procera), il pino bianco occidentale (Pinus monticola), il pino contorto (Pinus contorta) e il pino di Lambert (Pinus lambertiana). Al livello delle pendici, prospera l'abete bianco (Abies alba), l'abete di Douglas (Pseudotsuga menziesii), la tsuga occidentale (Tsuga heterophylla), il pino giallo (Pinus ponderosa), la tuia plicata (Thuja plicata) e, nel sottobosco, l'acero palmato (Acer circinatum). Esemplari di Carex breweri, Carex eteroneura, Carex nigra e astro alpino (Aster alpinus) crescono invece lungo le paludi. Lupini (Lupinus), gigli (Lilium), astri (Aster), floghi (Phlox), digitali (Digitalis), rododendri (Rhododendron), incluse specie di Rhododendron macrophyllum e Xerophyllum tenax, rappresentano la maggior parte delle piante da fiore. Sulle quote maggiori roccia e neve primeggiano rispetto alla vegetazione.
Per quanto riguarda la fauna, tra i mammiferi carnivori presenti sul Jefferson figurano gli orsi neri (Ursus americanus), il coyote (Canis latrans), il puma (Puma concolor), la volpe rossa (Vulpes vulpes), il procione comune (Procyon lotor), la martora americana (Martes americana), l'ermellino (Mustela erminea), la donnola dalla coda lunga (Mustela frenata), il visone americano (Neovison vison), la lontra canadese (Lontra canadensis) e la lince rossa (Lynx rufus). Il wapiti di Roosevelt (Cervus canadensis roosevelti), il cervo mulo (Odocoileus hemionus) e la sottovariante delle Montagne Rocciose (Odocoileus hemionus hemionus) sono cervidi che si possono incontrare anche in estate, ma se quest'ultimo migra nei deserti dell'Oregon orientale in inverno, gli altri dell'elenco si recano a ovest. Il toporagno errante (Sorex vagrans), il toporagno comune (Sorex palustris) e la talpa del Pacifico (Scapanus orarius) rappresentano gli insettivori locali. Sono note due specie di chirotteri: il vespertilio bruno (Myotis lucifugus) e il pipistrello dai peli d'argento (Lasionycteris noctivagans). Tra i lagomorfi, si annoverano soprattutto il pica americano (Ochotona princeps) e la lepre scarpa da neve (Lepus americanus), ma a proliferare maggiormente a livello numerico risultano i roditori, il cui lungo elenco comprende la marmotta dal ventre giallo (Marmota flaviventris), il castoro di montagna (Aplodontia rufa), il chipmunk del pino giallo (Tamias amoenus), il chipmunk di Townsend (Tamias townendii), lo scoiattolo terricolo dorato (Spermophilus lateralis), lo scoiattolo grigio occidentale (Sciurus griseus), lo scoiattolo di Douglas (Tamiasciurus douglasii), il gopher dalle tasche (Thomomys monticola), il sopraccitato castoro americano, il topo cervo  (Peromyscus maniculatus), il neotoma cinereo (Neotoma cinerea), l'arvicola acquatica nordamericana (Microtus richardsoni), il topo saltatore del Pacifico (Zapus trinotatus) e l'ursone (Erethizon dorsatum). Anche le specie ornitologiche abbondano, se si pensa ai vari germano reale (Anas platyrhynchos), astore (Accipiter gentilis), sparviero striato (Accipiter striatus), poiana della Giamaica (Buteo jamaicensis), pernice blu (Dendragapus obscurus), starna (Perdix perdix), corriere americano (Charadrius vociferus), piro-piro macchiato (Actitis macularius), gabbiano della California (Larus californicus), colomba fasciata (Patagioenas fasciata), gufo della Virginia (Bubo virginianus), civetta nana nordamericana (Glaucidium gnoma), succiacapre nordamericano  (Chordeiles minor), colibrì rossiccio (Selasphorus rufus), picchio dorato (Colaptes auratus), picchio pileato (Dryocopus pileatus), picchio nucarossa (Sphyrapicus varius), picchio villoso (Picoides villosus), picchio testabianca (Picoides albolarvatus), picchio tridattilo (Picoides tridactylus); nel solo ordine dei passeriformi, si devono considerare il pigliamosche di Traille (Empidonax traillii), il pigliamosche fianchi oliva (Contopus cooperi), la rondine arboricola bicolore (Tachycineta bicolor), la ghiandaia grigia canadese (Perisoreus canadensis), la ghiandaia di Steller (Cyanocitta stelleri), il corvo imperiale (Corvus corax), la nocciolaia di Clark (Nucifraga columbiana), la cincia bigia dal capo nero (Poecile atricapillus), la cincia delle Montagne Rocciose (Poecile gambeli), la cincia bigia dal dorso bruno (Poecile rufescens), il picchio muratore pettofulvo (Sitta canadensis), il picchio muratore pigmeo (Sitta pygmaea), il rampichino americano (Certhia americana), il merlo acquaiolo americano (Cinclus mexicanus), lo scricciolo delle case (Troglodytes aedon), il tordo migratore americano (Turdus migratorius), il tordo dal collare (Ixoreus naevius), il tordo eremita (Catharus guttatus), il tordo solitario di Townsend (Myadestes townsendi), il fiorrancino americano (Regulus satrapa), il regolo americano (Regulus calendula), la pispola golarossa (Anthus rubescens), il vireo testazzurra (Vireo solitarius), la piranga occidentale (Piranga occidentale), il carpodaco di Cassin (Haemorhous cassinii), il fanello rosato testagrigia (Leucosticte tephrocotis), il lucherino delle pinete (Spinus pinus), il crociere comune (Loxia curvirostra), il touì codaverde (Pipilo chlorurus), il junco occhiscuri (Junco hyemalis), il passero corona bianca (Zonotrichia leucophrys), il passero corona dorata (Zonotrichia atricapilla), il passero volpe (Passerella iliaca) e il passero di Lincoln (Melospiza lincolnii). Sono state identificate anche diverse specie di anfibi e rettili; tra queste, si possono citare la salamandra dalle dita lunghe (Ambystoma macrodactylum), la salamandra maggiore (Dicamptodon ensatus), il tritone dalla pelle rugosa (Taricha granulosa), la rana con la coda (Ascaphus truei), il rospo boreale (Anaxyrus boreas), la raganella del Pacifico (Pseudacris regilla), la rana aurora (rana aurora), la rana maculata dell'Oregon (Rana pretiosa), la lucertola pigmea dalle corna corte (Phrynosoma douglassii), il serpente giarrettiera comune (Thamnophis sirtalis) e il serpente giarrettiera nordoccidentale (Thamnophis ordinoides). Circa la metà dei laghi che circondano il monte Jefferson, localizzati grosso modo tra 1.500 e 1.800 m s.l.m., ospitano comunità di trota iridea (Oncorhynchus mykiss).

## Attività vulcanica
Tra 730.000 e 680.000 anni fa, prima dell'ultima inversione del campo magnetico terrestre, emerse un vasto altopiano vulcanico per via dell'emissione di 97,5 km³ di lava. Tali colate, i cui riversamenti prendono il nome di Minto Lavas, si andarono a sovrapporre ai diversi vulcani a scudo presenti in zona. L'area fu inoltre fortemente interessata dall'erosione durante le glaciazioni accadute prima della formazione del moderno monte Jefferson.
La cima cominciò ad assumere parte delle sembianze attuali intorno ai 300.000 anni fa, con l'aspetto di un cono vulcanico di tipo esplosivo attorno al quale successivamente si depositarono abbondanti quantità di tefra, materiale non scomparso dall'attuale vulcano. Infatti, la maggior parte di questa struttura è quindi coperta da 21 a 25 km³ di colate laviche di andesite basaltica, onnipresenti nel ciclo delle cosiddette Main Cone Lavas. Lo spessore si attesta tra un metro e mezzo e dodici metri vicino alla sommità del cono primitivo e si rinvengono anche alle pendici della montagna. L'assenza di tracce di lahar o colate di fango associate a questa formazione suggerisce che tali eruzioni siano avvenute durante un periodo interglaciale. Il vulcano entrò a seguito di quella fase in uno stato di quiescenza per un lasso temporale indefinito, mentre i ghiacciai originatisi direttamente sulla superficie del cono primitivo cominciarono ad eroderlo.

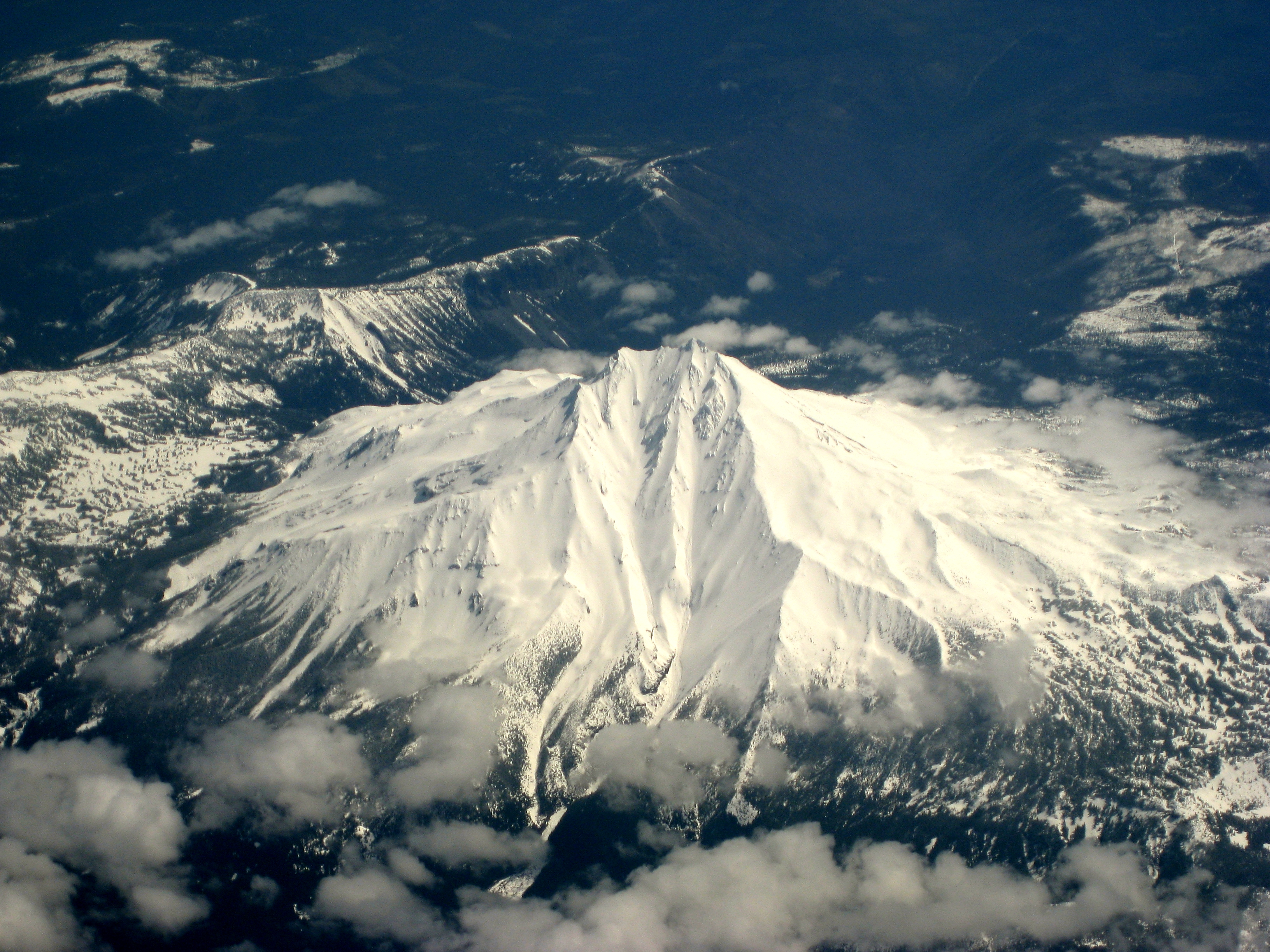
Veduta aerea del versante occidentale, con evidenti segni di erosione

Quando si risvegliò, il cratere rilasciò un volume di circa 4 km³ di lava andesitica e si costruì un nuovo cono sopra il precedentemente toccando in quel momento quasi 3.700 m d'altezza. Questi flussi si presentano in maniera più densa e viscosa di quelli del ciclo delle Main Cone Lavas. Allo stesso tempo, si originarono due grandi gruppi di coni satellite su entrambi i fianchi e il complesso settentrionale di quello che oggi è il Jefferson Park ai piedi del vulcano, mentre quello meridionale vedeva variare la composizione mineralogica dei suoi terreni con una colorazione rosso-marrone per via dell'influenza di Goat Peak. Inoltre, andesite ricca di silice andò espulsa da fessure su questo stesso versante, a cui seguì di nuovo un lungo periodo di quiescenza. Vasti ghiacciai erosero poi la maggioranza della lava rilasciata durante questa seconda fase e almeno un terzo delle rocce del cono originario. L'erosione si fece più intensa sul versante occidentale: di conseguenza, l'attuale sommità è costituita dalla lava solidificata precedentemente defluita sul versante orientale.
Tra 100.000 e 35.000 anni fa, durante un nuovo massimo glaciale, la natura delle eruzioni si trasformò in esplosiva e produsse materiale ricco di pomice e colate piroclastiche. In occasione di uno degli eventi eruttivi accaduti in tale fase, le ceneri raggiunse anche il sud dell'odierno Idaho, mentre al contempo una pioggia di tefra dallo spessore di due metri si sparpagliò nel raggio di venti chilometri. L'ultima eruzione del cratere principale del monte Jefferson ebbe luogo intorno a 15.000 anni fa e l'attività vulcanica migrò verso sud. È così che si comprende il motivo del perché Forked Butte si risvegliò intorno al 4500 a.C., evento a cuì seguì, nel 950 circa, con una colata lavica emessa da South Cinder Peak verso il lago Marion a ovest: poiché si tratta di punti compresi nel complesso vulcanico del Jefferson, il 950 è considerata la data dell'ultima eruzione avvenuta in situ.

### Valutazione e prevenzione dei rischi

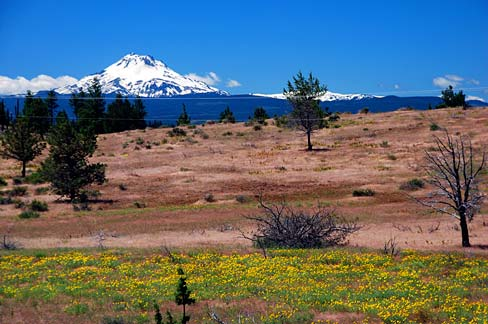
Il monte Jefferson da nord-est, nella riserva indiana di Warm Springs

Il monte Jefferson è considerato quiescente e rappresenta il pericolo di eruzione maggiore nella regione, in quanto le probabilità che si risvegli sono di 1:100.000. Il rischio maggiore indotto dal vulcano risiede nelle possibili valanghe detritiche e lahar, scatenabili invero anche in assenza di eruzione, e potrebbero interessare valli nel raggio di 50 km. Del tutto certo risulterebbe l'impatto con bacini idrici di acqua potabile, come i laghi Detroit e Billy Chinook, oltre che la formazione, in virtù dei depositi che si riverserebbero, di barriere naturali che potrebbero esondare con rischi imprevedibili. Un aumento di magma causerebbe colate laviche che potrebbero raggiungere i dieci chilometri, il rilascio di tefra o addirittura, in caso di esplosione del cono principale, colate piroclastiche. Per questo motivo, nonostante le incertezze legate alla mancanza di conoscenza dovuta all'età delle ultime eruzioni, è stata redatta una mappa delle zone di rischio, distinguendone due in base alla loro distanza dalla vetta e tenendo conto della loro quota. La prima, che si estende dagli 8 ai 16 km dal cratere, è potenzialmente soggetta a fenomeni devastanti diretti; la seconda, maggiormente distante, potrebbe subire ricadute indirette, in particolare nelle valli del Breitenbush, di North Santiam, del torrente Shitike, di Whitewater e del fiume Metolius. Benché la densità di popolazione in questa zona appare molto bassa, il dato di turisti è abbastanza numeroso, circostanza la quale suggerisce che andrebbero avvisati repentinamente in caso di pericolo. Le azioni di sensibilizzazione, compresi i piani di evacuazione, andrebbero a interessare varie comunità. D'altro canto però, per prevenire rischi maggiori derivanti da attività eruttive, gli scienziati dovrebbero essere in grado di prevedere eventi simili grazie a segnali premonitori quali terremoti, deformazioni e variazioni di temperatura al suolo o addirittura il cambiamento nella natura dei gas, tutti infatti segnali di un plausibile aumento del magma. La presenza di sorgenti calde nella valle di Breitenbush, appena fuori dalla riserva naturale locale, suggerisce la sua presenza a una profondità relativamente bassa.

## Storia

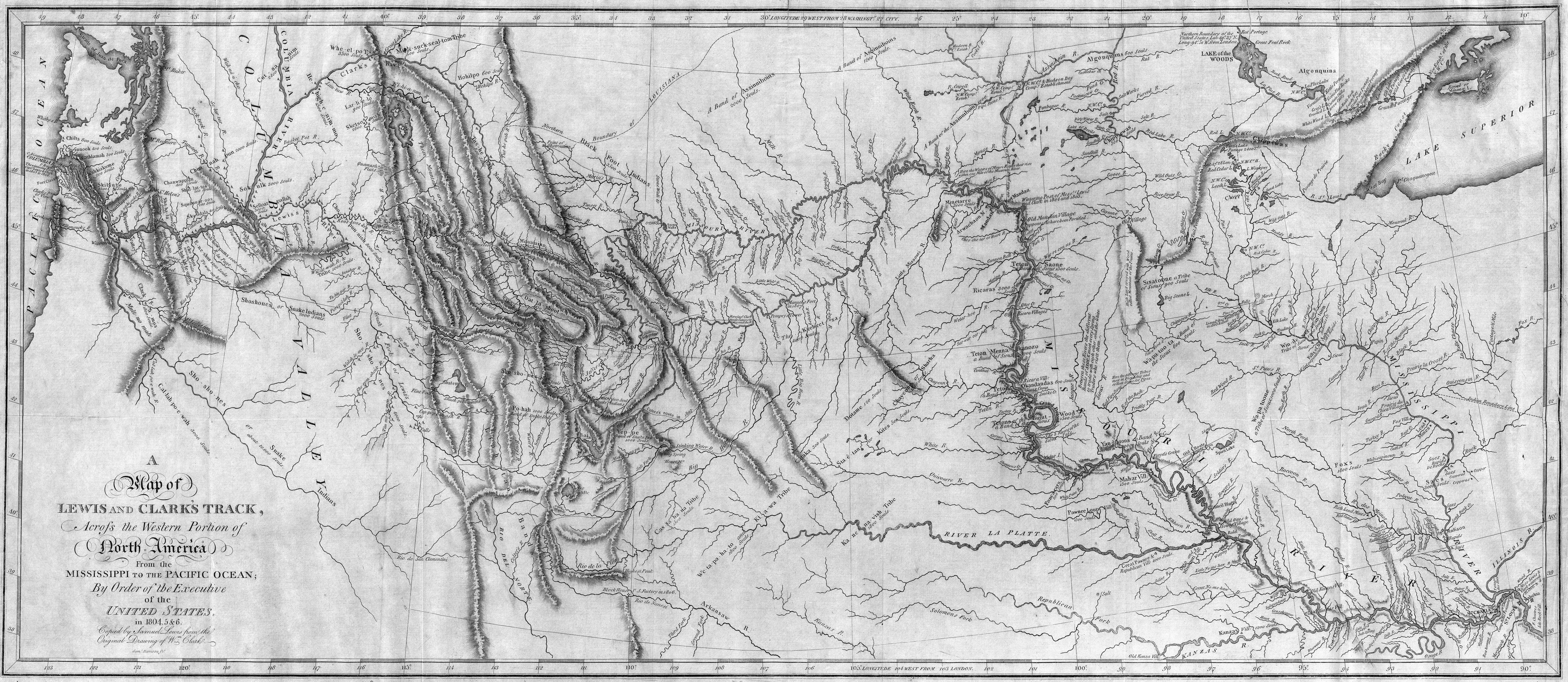
Mappa compilata a seguito della spedizione di Lewis e Clark e pubblicata nel 1814 che mostra il monte Jefferson (estremità sinistra)

La regione del monte Jefferson era il territorio tradizionale abitato dai Molala. Come evidenziato dal pioniere John Minto intorno alla metà del XIX secolo, i nativi americani del posto tracciarono tre celebri e distinti percorsi, da est a ovest, da cui partivano numerose diramazioni che attraversavano tutto il loro territorio. Il sentiero centrale collega poi le valli di North Santiam a quelle del fiume Metolius attraverso il lago Marion. I Molala si davano al nomadismo nel corso delle diverse stagioni da una sezione della High Cascades all'altra. Di solito, pescavano il salmone e raccoglievano bacche per sopravvivere, si nutrivano di frutta secca, semi, radici, erbe secche e ossidiana. Tuttavia, la loro popolazione non superò mai determinate cifre a causa del clima e della topografia difficili.
Dopo che il monte Jefferson fu scoperto e gli venne attribuito un nome nel corso della spedizione di Lewis e Clark nel 1806, David Douglas fu il primo britannico ad avvicinarsi in maniera molto vicina al vulcano percorrendo il sentiero settentrionale dei Molala nel 1825, solo un anno dopo la fondazione di Fort Vancouver. Peter Skene Ogden probabilmente seguì la medesima traccia l'anno successivo, attraversando vari punti della catena delle Cascate. Nathaniel Jarvis Wyeth la osservò dalla valle del fiume Deschutes, a est, due volte, nel 1834 e nel 1835. Nei decenni successivi si eseguirono diversi tentativi di aprire nuove rotte e la regione divenne più familiare agli statunitensi. Nel settembre del 1855, il geologo John Strong Newberry e il generale Henry Larcom Abbot, come parte delle esplorazioni incaricate dalla Pacific Railroad Surveys, tentarono di avvicinarsi il più possibile al Monte Jefferson dalla valle del Metolius, dovendo però desistere presso le gole del torrente Cabot.
Una prima salita potrebbe essere stata compiuta già nel 1860, ma tale evento non è comprovato da alcuna fonte affidabile. Nel 1878, J.W. Goad della missione di esplorazione guidata da George Wheeler, salendo a nord dal lago Crater lungo la valle del Deschutes, riteneva che il monte Jefferson non fosse scalabile a causa del freddo periodo dell'anno in cui si era recato in zona. La prima ascensione della vetta venne effettuata il 12 agosto 1888 da Ray L. Farmer ed E.C. Cross, da Salem, dalla cresta meridionale. George J. Pearce li accompagnò ai piedi del pinnacolo sommitale e i tre uomini approfittarono, stando alla versione di Farmer, di una stagione nevosa particolarmente mite che consentì loro di raggiungere facilmente i piedi del monte Jefferson, dove allestirono il loro campo base. Essi impiegarono cinque ore per coprire una distanza che stimavano essere di 5 km per raggiungere i piedi del Dopo una breve pausa, Farmer e Cross decisero di aggirare il pinnacolo a sud-ovest e Pearce li perde di vista per un'ora prima che lo chiamassero dalla vetta più bassa a sud-est. L'ascensione per raggiungere la vetta più alta del pinnacolo non presentò alcuna difficoltà, ma avvenne in "un considerevole lasso di tempo". Un crudo resoconto dell'ascesa andò riportato nel Daily Statesman del 17 agosto, ma fu solo il 24 agosto 1900 che Pearce pubblicò un rapporto dettagliato nel The Oregonian. Nel frattempo, la guida Lem Gates scoprì nel 1897 il cartiglio lasciato nella fessura di una roccia in cima al pinnacolo, accompagnò il maggiore Charles E. Roblin e Musa Geer di Salem il 14 luglio, nonché Pearl Blackerby e Helen Hibbard di Silverton, quindi il 5 agosto di nuovo Charles E. Roblin con il giudice George H. Burnett, J.H. Collins e E.C. Neal. Durante la prima salita, Gates annodò una corda in cima al pinnacolo per i suoi clienti e colse l'occasione per issare una cassa lasciata qualche anno prima alla sua base dalla spedizione Kirby del Mazamas. Tre settimane più tardi, dopo aver nuovamente raggiunto il pinnacolo per la cresta meridionale, si imbatterono in un temporale e diversi membri dell'ascensione temettero seriamente per via i fulmini. Il giudice Burnett riferì tale versione tre giorni dopo nel Daily Statesman. Il primo a salire in solitaria fu eseguita da Sherman Barnham il 24 settembre 1901, mentre il raggiungimento della vetta partendo dal versante settentrionale avvenne nell'agosto del 1903 ad opera di S.S. Mohler originario di Oregon, che ripeté l'impresa tre anni dopo in compagnia di L.J. Hicks: si trattò della quinta e della sesta salita del monte Jefferson.
L'industria del legname fece la sua comparsa lungo le valli pedemontane occidentali del monte Jefferson nel 1880, con la fondazione della città di Henness, oggi Gates. Allo stesso tempo, i taglialegna si davano alla caccia e alla pesca, prosperando grazie alla straordinaria ricchezza di fauna selvatica della regione. I contrafforti orientali rimangono preservati dalla creazione della riserva indiana di Warm Springs nel 1855. All'inizio del secolo, al numero di residenti stabili si unirono anche i turisti.

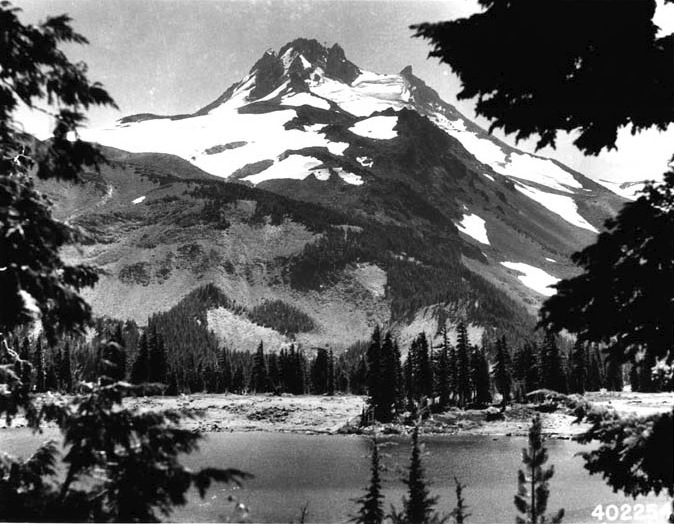
Veduta del monte Jefferson dal lago Russell a nord nel 1934

Nel 1898, Frederick G. Plummer riportò l'emissione di colonne di fumo e vapore a Mount Jefferson il 17 gennaio 1894, ma non si confermò nessuna eruzione. La prima descrizione completa della montagna avvenne nel 1900 avvistandola da Hunts Cove, a sud, venendo poi completata nel 1903 dalle osservazioni del geologo Israel Cook Russell, il quale percorse il versante orientale. Nel 1915, Ira A. Williams dell'Oregon Bureau of Mines and Geology si avventurò a sua volta nella regione del monte Jefferson. Uno degli studi più completi sul vulcano terminò nel 1925 per mezzo di Edwin T. Hodge, un ex professore di geologia all'Università dell'Oregon, che si interessò altresì ai suoi ghiacciai. Tuttavia, a causa del suo isolamento, suscitò scarso interesse scientifico. Un altro studio sulla sua storia glaciale ed eruttiva accadde nel 1974 da Kenneth G. Sutton.
Nel 1930, il monte Jefferson ricevette dalla USFS la designazione di area primitiva (primitive area). Tre anni dopo, si decise di estendere la zona a un totale di 148,3 km². Tuttavia, con la ratifica del Wilderness Act nel 1964, a differenza di molte altre aree primitive, il monte Jefferson non confluì immediatamente nel National Wilderness Preservation System e si dovette attendere il 1968.

## Attività ricreative

### Escursionismo e alpinismo

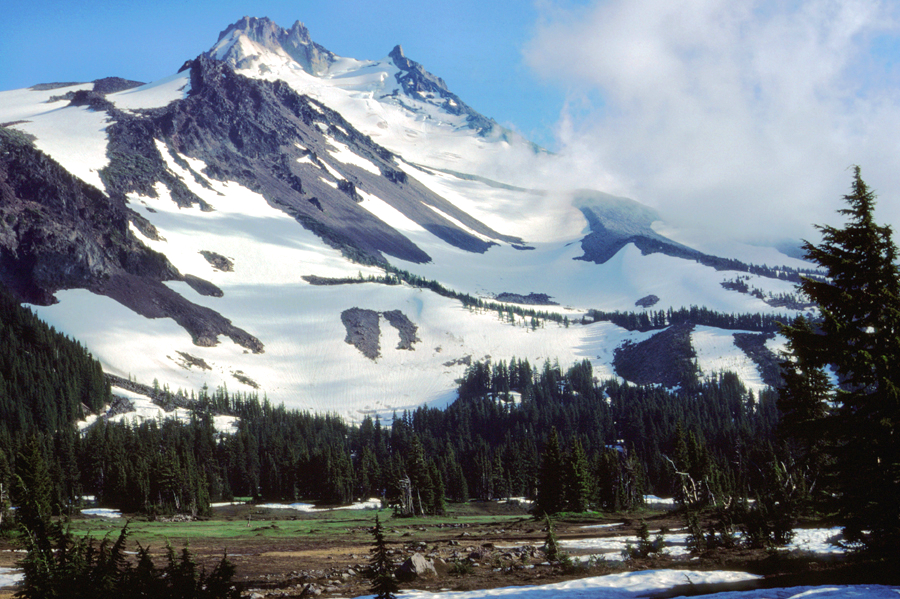
Il monte Jefferson visto dal Jefferson Park da nord

Il monte Jefferson è accessibile da ovest tramite strade forestali o direttamente da sentieri escursionistici che partono dalla Oregon Route 22. Esistono due principali approcci alla montagna: attraverso il Jefferson Park a nord, più in tarda primavera quando il manto nevoso è stabile, o attraverso il lago Pamelia a sud-ovest, possibile tutto l'anno grazie alla stabilità della roccia. Il percorso più popolare si avvicina al ghiacciaio Whitewater da nord. Ci vogliono dalle dieci alle dodici ore per giungervi da Jefferson Park per una distanza di 30 km tra andata e ritorno e un dislivello di 1.800 m: la salita al pinnacolo della vetta è classificata di livello 4. Un altro itinerario popolare, sempre da nord, passa attraverso il ghiacciaio del Jefferson Park. Sono richieste circa due ore in meno, ma si tratta di un cammino più tecnico a piedi, anche perché la sezione finale di arrampicata più diretta e più facile è classificata di grado 5.2, anche se il livello si abbassa se la si affronta con lo sci alpinismo. Lungo 24 km e con un dislivello di 1.700 m, un terzo itinerario di sci alpinismo, abbastanza simile al precedente come profilo ma meno tecnico, è affrontabile da nord, attraversando il ghiacciaio Russell. La salita dal lago Pamela, estesa solo 19 km e con un dislivello di 2.100 m, è più facile a piedi ma è considerata poco stimolante come sfida. Il punto di partenza interessa la cresta sud-ovest oppure, principalmente nello sci alpinismo, il burrone di North Milk Creek. Un nevaio particolarmente ripido va attraversato nella parte finale per congiungersi alla via nord e avere così accesso alle vie di arrampicata del pinnacolo. Una variante, da meridione, corre lungo la cresta a sud da Hunt's Cove e richiede dalle dieci alle dodici ore di cammino, essendo lunga 29 km tra andata e ritorno. Le vie più tecniche sulle pareti del pinnacolo sono valutate fino a un massimo di 5,7. È possibile salirle con ramponi e piccozza ma, in tale caso, risulta necessario assicurarsi prima della giusta durezza del ghiaccio. Simili passaggi obbligati su rocce a volte instabili per raggiungere la cima del pinnacolo rendono probabilmente del monte Jefferson una delle più ardue da scalare della sua catena, anche se non la più pericolosa.
La riserva naturale del monte Jefferson fa registrare 310 km di sentieri, inclusi 64 km del Pacific Crest Trail, che aggira la vetta da ovest. Questo tratto è generalmente considerato il più bello dell'Oregon, ma la pratica dello sci di fondo, per chi vi fosse appassionato, è resa difficile dall'isolamento della località.

### Tutela ambientale

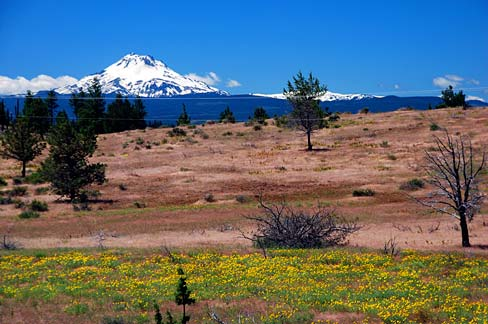
Il versante occidentale del monte Jefferson come visto dalla riserva indiana di Warm Springs

Il versante occidentale del monte Jefferson è protetto dal 1968 all'interno della riserva naturale del posto (Mount Jefferson Wilderness), la cui estensione in termini di superficie è gradualmente accresciuta a 450 km². In termini di elevazione, la zona protetta va da un minimo di 914 m s.l.m. al punto massimo che è costituito dalla cima del Jefferson, ovvero 3.199 m. La riserva mira a garantire aria e acqua pulite, nonché alla preservazione di un habitat ideale per specie vegetali e animali rare e/o in via di estinzione. Risultano consentite le pratiche di escursionismo, trekking, arrampicata, canoa, rafting, ippica, birdwatching o anche astronomia amatoriale, ma si vieta sovente l'uso di qualsiasi tipo di veicolo a motore e l'ingresso a gruppi composti di più di dodici persone. La riserva è gestita in maniera congiunta con la foresta nazionale di Willamette, istituita nel 1933 e vasta 6.790 km², con la foresta nationale di Deschutes, nata nel 1908 e che copre 6.462 km², e con la foresta nazionale del monte Hood, nata nel 1924 e ampia 4.524 km². Tuttavia, l'intero versante occidentale è nella foresta nazionale di Willamette, quella di Deschutes comprendendo solo una piccolissima parte del versante meridionale fino a Goat Peak, mentre quella del monte Hood si ferma verso Park Butte a nord.
Il versante orientale rientra nella riserva indiana di Warm Springs, la quale si estende per 2.640 km²: fondata nel 1855, si sviluppa nei territori delle Tribù Confederate dei Warm Springs, dei Wasco e dei Paiute.

## Cultura

### Miti e leggende

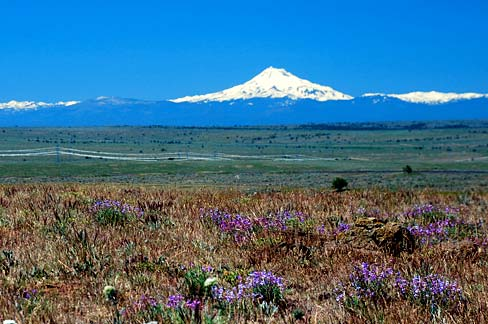
Il monte Jefferson che domina la pianura a nord-est, lungo la US Route 97, vicino a Shaniko, contea di Wasco

Una leggenda indiana narra che il monte Jefferson fosse una delle montagne che i nativi americani avevano utilizzato come rifugio durante il diluvio universale. A causa delle ripetute inondazioni, questi avevano realizzato una gigantesca canoa grazie al tronco del più grande cedro locale. Nel corso della terza alluvione, la più imponente, essi allevarono il loro giovane più coraggioso e la loro fanciulla più bella, fornendogli cibo per diversi giorni, prima che la forza delle acque distruggesse tutto nella valle. Le precipitazioni si trascinarono per diversi giorni e, durante la terza alluvione, la coppia di occupanti della canoa vide emergere una landa all'orizzonte: l'uomo remò in quella direzione e, quando le acque si ritirarono, la canoa si incagliò in cima alla montagna. Quando la valle fu completamente asciutta, i due scesero dalla montagna e costruirono alle sue pendici la loro nuova abitazione. Secondo la leggenda, tutti gli indiani locali erano discendenti da tale antica coppia. La canoa sarebbe ancora visibile in cima al Monte Jefferson e, nel corso del tempo, si trasformò in pietra.